# Auguste Cools
Auguste Cools (Lier, 21 mei 1849 - Rijkevorsel, 21 november 1912) was een Belgisch senator.

## Levensloop
Cools werd geboren in een welvarende familie van handelaars en industriëlen. Hij was de zoon van Auguste Cools sr. (1816-1892) en van Maria Van den Brande (1817-1877). Hij studeerde af in 1873 als mijningenieur aan de Katholieke Universiteit Leuven. 
De familie was politiek betrokken. Zijn vader, Auguste Cools sr., was gemeenteraads- en provincieraadslid, net als die zijn broer François Cools. De broer van Auguste, Charles Cools, speelde eveneens een politieke rol als gemeente- en provincieraadslid en als senator. De twee broers zetelden gedurende vijf jaar samen in de Senaat.
Cools werd katholiek provinciaal senator in 1894 en vervulde dit mandaat tot aan zijn dood.